# Colonia Iulia Turris Libisonis
Colonia Iulia Turris Libisonis era l'antica città di Porto Torres di epoca romana nella provincia di Sardinia et Corsica. Essa fu assieme al piccolo insediamento di Usellus la prima colonia pienamente romana della Sardegna.
Nata sulla foce del Riu Mannu in una posizione marittima strategica già sfruttata dai Fenici in epoca più remota, fu un importante approdo portuale collegato direttamente con Roma. La città rimase di grande importanza fino al XIII secolo, quando venne sostituita da Sassari nella funzione di centro urbano di riferimento.
L'antico centro storico cittadino corrisponde all'attuale Parco archeologico Turris Libisonis adiacente al museo dell'Antiquarium turritano.

## Toponimo

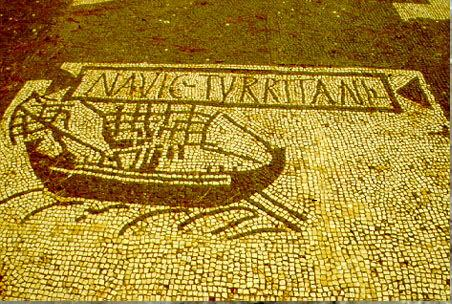
Mosaico al porto commerciale di Ostia antica

Il nome di Turris Libisonis compare per la prima volta nella Naturalis Historia di Plinio il Vecchio.
La neonata urbe venne battezzata con il nome di Turris Libisonis, toponimo composto dalla forma singolare Turris, che si tratterebbe di una rideterminazione latina di un precedente elemento lessicale e toponomastico mediterraneo tyrsis, da cui sarebbe a sua volta derivato per poligenesi, forse attraverso l’etrusco, il greco túrsis, il latino turris e l’osco tiurrí. Per la scelta di questo nome non va escluso un qualche collegamento con l’esistenza di un nuraghe-torre presso la foce del Rio Mannu oppure anche una qualche allusione alla vicina altura preistorica di Monte d’Accoddi. Il secondo elemento del nome, Libisonis, risulterebbe ben più radicato nella toponomastica protosarda; in questo caso è sicura una connessione con la denominazione antica del Nord Africa (Libya), regione che ha avuto fin da età preistorica una rilevante continuità di rapporti con la Sardegna. Il titolo di colonia Iulia deriva dalla sua fondazione puramente romana e dal nome della gens romana di appartenenza.

## Storia

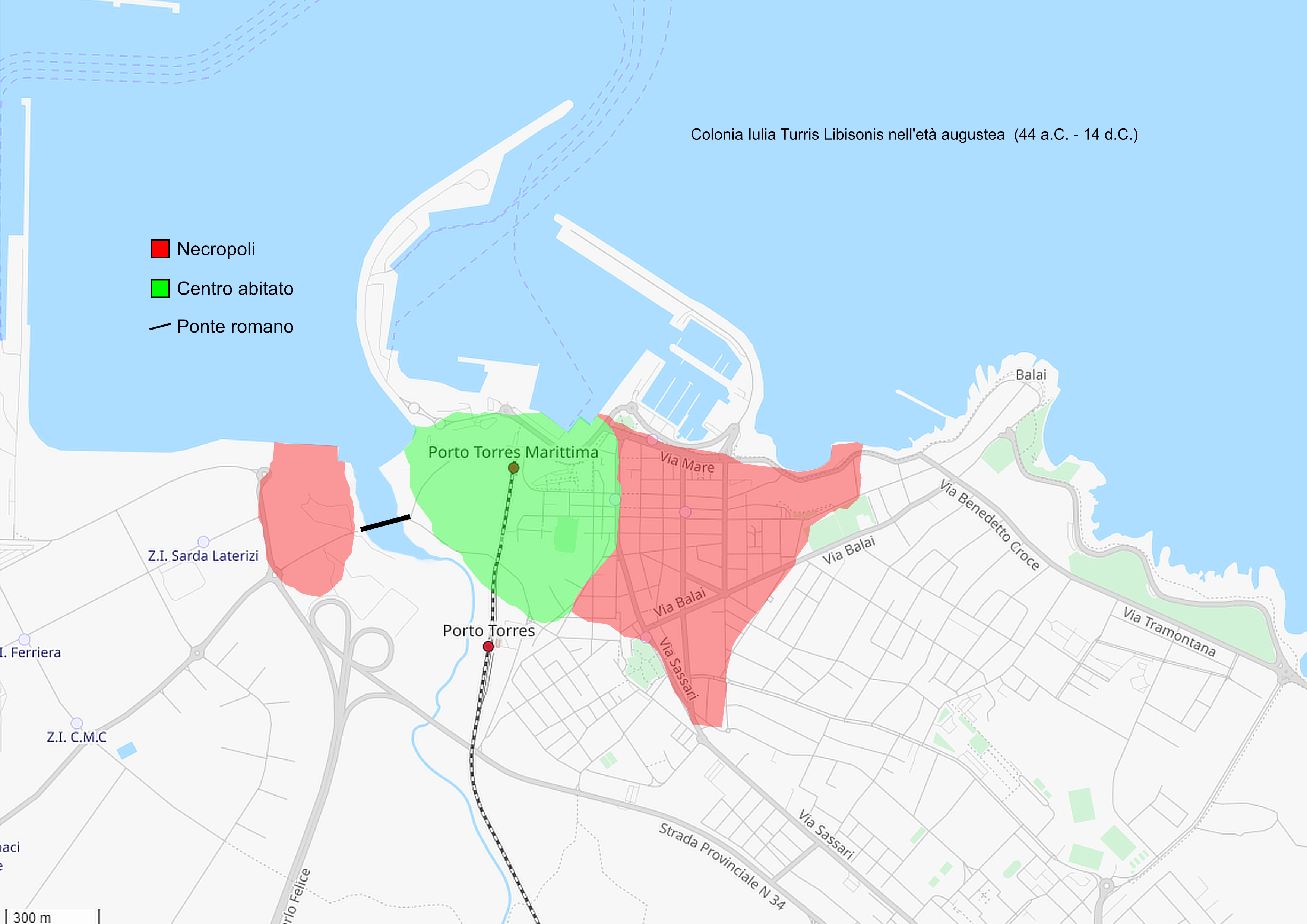
Probabile estensione della città nel periodo augusteo paragonato all'attuale Porto Torres.

La città venne fondata tra il 46 ed il 41 a.C. da Giulio Cesare  o dal figlio adottivo Ottaviano Augusto. Ipotesi principale non confermata è che Cesare scelse personalmente questo luogo dopo averne apprezzato la posizione favorevole per il commercio marittimo e la fertilità delle terre durante il suo soggiorno in Sardegna mentre ritornava dall'Africa a seguito della battaglia di Tapso. La sua nascita rappresenta un evento del tutto nuovo per questo settore dell'isola che, fino alla metà del I secolo a.C., non aveva sostanzialmente ancora conosciuto il fenomeno urbano già affermatosi nella Sardegna sudoccidentale da ormai quasi otto secoli. Plinio il vecchio la cita come unica città di fondazione romana in Sardegna. La sua fondazione servì a ricollocare parte della popolazione di Roma, allora in forte crescita. Il termine "colonia" infatti indicava un luogo in cui un gruppo di cittadini romani si insediava vivendo in stretta alleanza con Roma. A Turris Libisonis infatti gli abitanti avevano tutti cittadinanza romana e l'amministrazione cittadina era direttamente sotto il controllo della stessa Roma. Il Riu Mannu mantenne nel corso di tutta l'età imperiale una funzione di vitale importanza, con la presenza sulla riva orientale di fornaci per la produzione di ceramica e strutture per lo stoccaggio delle merci (la parte occidentale invece venne destinata ad area funeraria a partire dal II sec. d.C).
La neonata città venne pianificata in totale armonia con le condizioni morfologiche del luogo, ovvero edificando sul settore pianeggiante ad ovest del Riu Mannu e sulle pendici settentrionali dell'attuale colle del Faro senza compromettere l'assetto paesaggistico nel suo complesso. Nella sua prima fase di fondazione il centro abitato era delineato sul versante occidentale dal corso del Riu Mannu e dal dislivello dell'odierno colle del faro, tratteggiato dall'attuale via Fontana Vecchia. Sul lato settentrionale invece il confine veniva definito dalla costa, mentre invece sul lato orientale e meridionale cosa disegnasse l'effettivo confine cittadino rimane dibattuto. L'importanza di Turris nel contesto sardo risiedeva nel fatto che essa fungesse da collettore di tutte le materie agropastorali (principalmente prodotti cerealìcoli dalle zone agricole dell'attuale Sassari e Sorso), minerarie (argento e piombo dell'Argentiera e di Canaglia) e prodotti ittici (tonno e garum di produzione locale) ottenute in Sardegna, che grazie al ben strutturato porto riuscivano ad arrivare nei principali centri di raccolta e smistamento affacciati sul Mare nostrum (ben consolidate furono le rotte commerciali con le province della Gallia, della penisola iberica, della costa magrebina e della costa tirrenica che resero in poco tempo la colonia laboriosa e prospera).
La città antica si caratterizzava dalla presenza di due porti: uno fluviale e uno marittimo (con un assetto molto simile a quello di Ostia antica). Ipotesi precedenti ora smentite ritenevano che il primo dei due venne già abbandonato in epoca tiberiana dopo la costruzione del ponte romano. Invero è consolidata ormai l'ipotesi che i due porti vennero utilizzati simultaneamente almeno fino al III secolo d.C. poiché il porto fluviale era probabilmente ubicato oltre il ponte, e di conseguenza i natanti passassero dal fiume al mare navigando sotto le arcate più alte.

Turris Libisonis rimase il centro urbano di riferimento del nord Sardegna fino al V secolo d.C., periodo nel quale l'isola venne invasa dai Vandali. Fu a partire da quest'epoca infatti che l'antica colonia romana iniziò il suo progressivo spopolamento nel quale i suoi cittadini migrarono nell'entroterra nelle zone dell'odierna Sassari, che raggiunse il suo assetto di centro urbano stabile già nel XI secolo d.C. A causa proprio delle probabili devastazioni vandaliche il processo di regressione dell'impianto urbano della colonia iniziato già nel III secolo d.C. subì una marcata impennata, con il completo stravolgimento del centro cittadino.

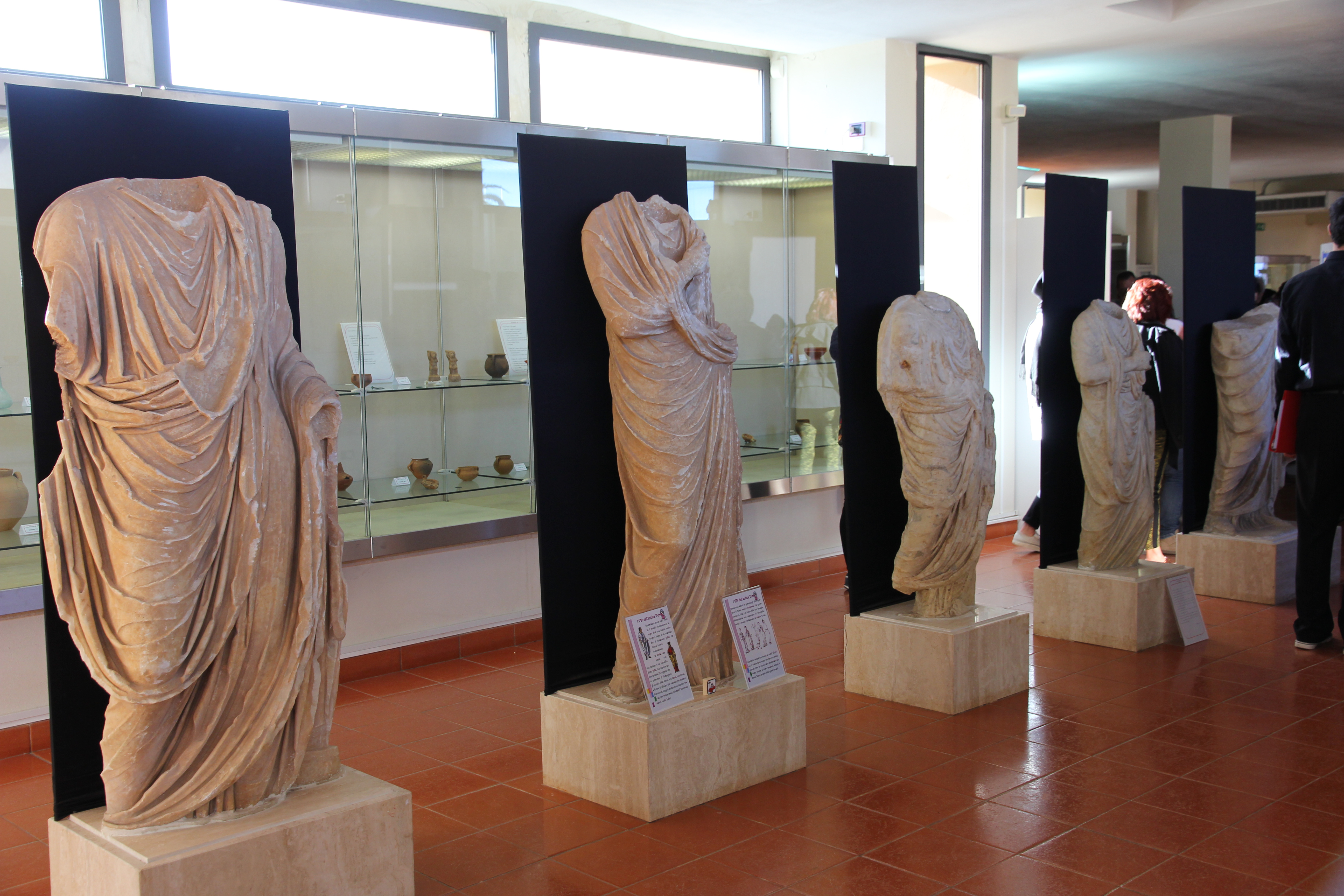
Statue romane presso l'Antiquarium Turritano

### Urbanistica e architettura

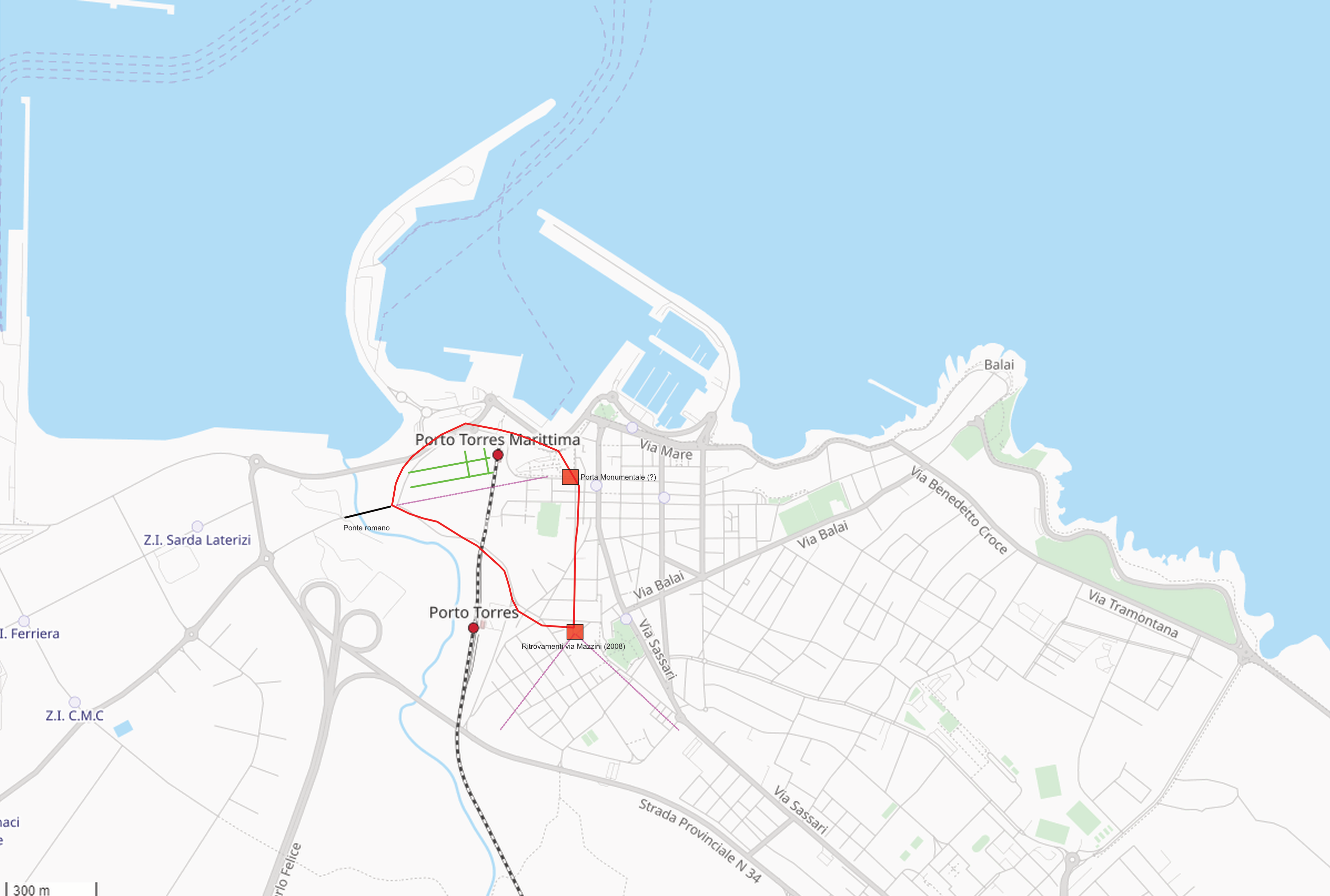
Ricostruzione della cinta muraria (in rosso) in epoca tardoantica. I riquadri in rosso rappresentano una non confermata porta monumentale e alcuni ritrovamenti presso via Mazzini avvenuti nel 2008. In verde sono evidenziati gli assi viari attualmente riscoperti presso il parco archeologico e in nero il ponte romano. In magenta infine sono rappresentate alcune ipotetiche arterie stradali.

La sovrapposizione della città moderna con quella antica e le informazioni tuttora incomplete ricavate dagli scavi archeologici non consentono di ricostruire con esattezza l'impianto urbanistico della colonia. Si conosce ad esempio la presenza di una cinta muraria di probabile epoca severiana in opera quadrata, ma non è dato sapere con assoluta certezza il perimetro esatto di essa. Altre informazioni come l'estensione esatta della città e l'ubicazione del porto fluviale sono sconosciute. Dai relativamente pochi rinvenimenti si può ricostruire una città incentrata principalmente sulle attività del porto e particolarmente ricca dal punto di vista economico e culturale.
L'impianto urbanistico di Turris Libisonis sembra dai reperti rinvenuti corrispondere ad un modello pienamente romano. Anche se non individuati, dovevano essere certamente presenti tutte le costruzioni tipiche delle città romane come il foro, la curia, il tabularium, gli edifici per gli spettacoli ed i templi. Da un'iscrizione rinvenuta datata 244 d.C., ad esempio, si sa con certezza la presenza del Tempio della Fortuna e di una Basilica (un luogo che ospitava riunioni pubbliche, da non confondere con la basilica di san Gavino).
In epoca severiana, dove la colonia arrivò al suo massimo splendore, l'assetto urbanistico subì importanti modifiche con un importante sviluppo dell'edilizia privata. In questo periodo verranno realizzate anche importanti opere pubbliche, come le Terme centrali e le Terme di Pallotino. L'espansione urbanistica verso oriente nei pressi del fiume porterà alla dismissione parziale dell'area ipogeica, che verrà soppressa per fare spazio ai nuovi quartieri abitativi. Durante questa fase venne sviluppata di conseguenza la rete stradale, con la realizzazione di importanti assi viari e svariate fontane pubbliche monumentali caratterizzate da soluzioni tecnico-ingegneristiche di primo livello.
Verso la fine del III secolo d.C. la struttura urbanistica della colonia subirà nuovamente una rivoluzione con una nuova distribuzione delle aree funzionali. Nei quartieri orientali ed estremo occidentali molti edifici verranno infatti abbandonati e lasciati nel degrado poiché vennero a mancare le risorse finanziare per la loro manutenzione, ed alcune di quelle che prima furono importanti arterie viarie vennero dismesse. Vaste aree cimiteriali dei settori periurbani progressivamente entreranno in quelli urbani, occupando quegli stessi edifici in disuso e sovrapponendosi alle vecchie strade ormai abbandonate. Con l'avvento del cristianesimo ed un conseguente rinnovato interesse verso il rito dell’inumazione presso la popolazione locale aumentò notevolmente l'esigenza di nuove aree cimiteriali, con conseguente espansione territoriale a macchia d'olio delle suddette le quali vennero utilizzate intensamente e con continuità fino al VII secolo d.C. in maniera mista (sovrapponendo cioè il rito cristiano a quello pagano, che non venne mai completamente abbandonato) . Gli ambienti ipogei in epoca cristiana arrivarono a svilupparsi fino ad occupare completamente il colle di Monte Angellu ed espandendosi territorialmente giungendo alla rocca di san Gavino a mare, dove proprio qui vennero sepolti i martiri turritani appena dopo il loro martirio.

### Strade e viabilità

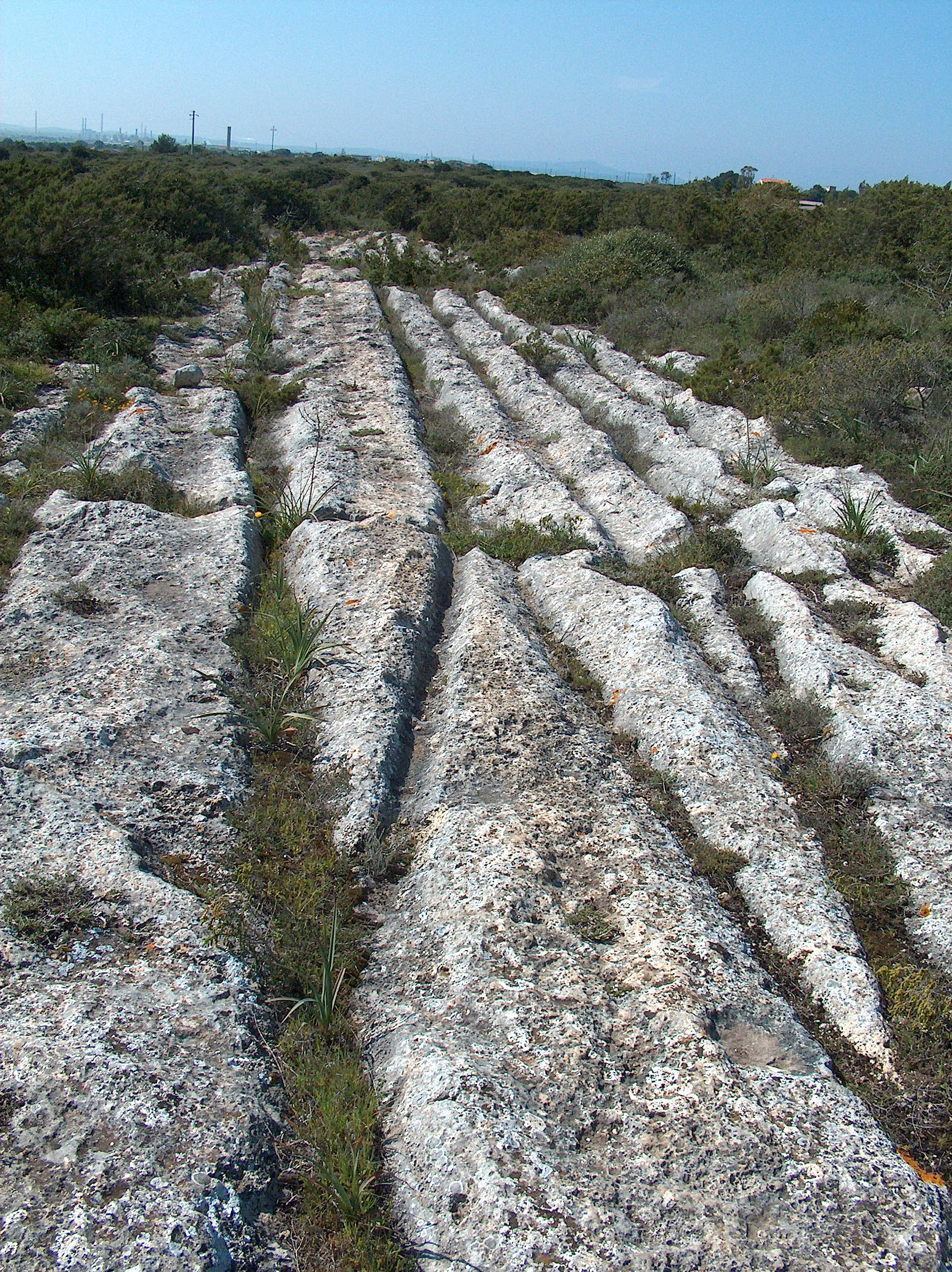
Un tratto ancora esistente della Karalibus Turrem. Le linee rette scavate nella roccia corrispondono ai solchi che lasciavano i carri in transito.

Turris Libisonis era collegata agli altri insediamenti dell'isola grazie ad una fitta rete di strade sia costiere che interne. La principale era la cosiddetta Karalibus Turrem (in epoca più remota chiamata a Turrem Karalis) che, come suggerisce il nome, collegava la città di Turris con Karalis, città costiera del sud Sardegna corrispondente all'odierna Cagliari. La Karalibus Turrem è stata per secoli il principale asse viario sardo, tanto da far sì che parte dell'attuale SS-131 ne ricalchi il percorso. Nella zona presso Su crucifissu mannu è ancora presente un tratto originale della suddetta strada. All'altezza dell'attuale Bonorva la strada principale si diramava nella cosiddetta Karalibus Olbiam per consentire di raggiungere Olbia. Con lo scopo di consentire un facile accesso ai campi di frumento della Nurra e alle vicine aree minerarie venne costruito un ponte a sette arcate per attraversare il Flumen Turritanum, ovvero l'attuale Riu Mannu.
Le strade presenti nel contesto urbano invece si compongono in direttrici nord-est, nord-ovest e sud-ovest dal vertice di una Y. La tecnica costruttiva risulta quella tipica delle pregiate viae stratae tipicamente romane, con un basolato in trachite scolpita in forma quadrangolare con faccia superiore e inferiore levigata inserita tra i margini della sede carrabile entro i cosiddetti umbones, anche essi in trachite lavorata. La larghezza dell'area carrabile varia a seconda della via in questione: si passa da una dimensione della sede rotabile di 12 piedi fino a circa 17 piedi per quelle di maggior transito. Le principali arterie sono caratterizzate da un sistema di smaltimento e di deflusso delle acque costituito da un collettore di scarico edificato sotto il piano stradale al centro della carreggiata, con una sezione lievemente concava avente un dorso leggermente impluviato.

### Approvvigionamento idrico
Turris Libisonis era una città riccamente fornita di impianti termali, fontane pubbliche e, in alcuni casi, acqua corrente nelle abitazioni private più sfarzose. Un lungo acquedotto rettilineo di 30 Km (ad oggi quasi completamente perduto ed in pessimo stato di conservazione) portava l'acqua potabile in città partendo dalle fonti naturali presenti nella zona attorno all'odierna Sassari. La canalizzazione artificiale dell'acqua avveniva sia sopra terra in strutture rialzate in muratura piena sorrette da delle arcate, sia grazie a cunicoli sotterranei con un percorso parallelo alla vicina strada Karalibus Turrem.

### I rapporti con Roma e l'attività del porto
Numerose sono le testimonianze che evidenziano il rapporto fra Turris Libisonis e Roma attraverso il porto di Ostia fino al 300 d.C.
Alcuni mosaici rinvenuti, assieme ad alcune scritture, testimoniano la presenza presso Turris di svariate maestranze provenienti dalla stessa Roma e da Ostia. Nell'attuale porto commerciale è stata ritrovata un'iscrizione in marmo che testimonia la costruzione nel 211-212 d.C. di una struttura di protezione (un molo o una diga) per salvaguardare il porto dall'Aquilo, ovvero un forte vento di nord est o settentrionale.

### I culti stranieri

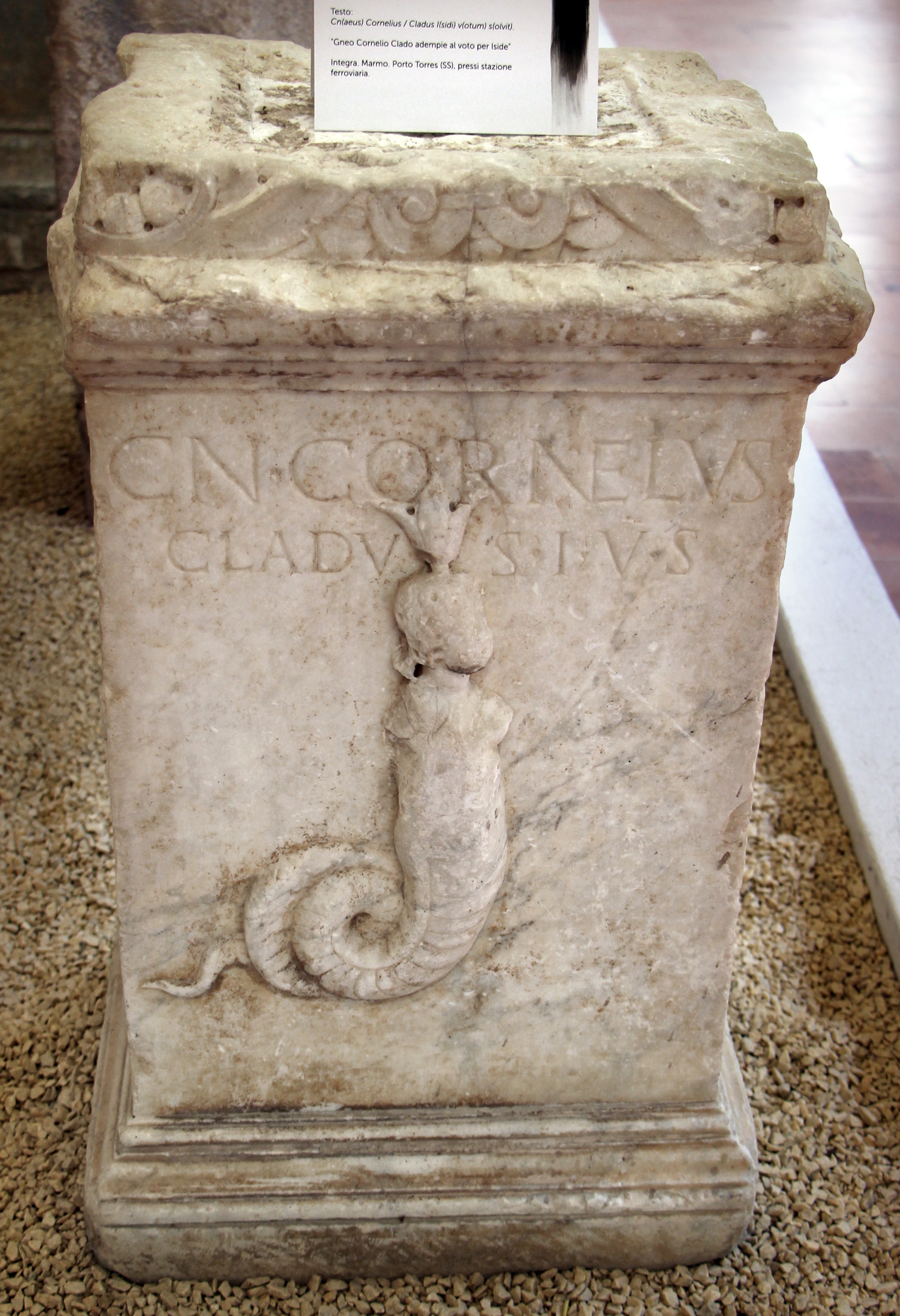
Ara con dedica a Iside, I-II sec d.C.

Data la centralità di Turris nei rapporti commerciali è testimoniata una larga diffusione di culti religiosi stranieri, soprattutto egizi. Il culto egizio più radicato in città era quello di Bubastis (dea delle partorienti, rappresentata con l'aspetto di un gatto). Altri culti sentiti dalla popolazione furono quelli di Iside, di Giove Ammone e di Mitra.

## Principali campagne archeologiche di scavo

### Nel 1835
Nella prima metà del XIX secolo venne ritrovata nell'area nei pressi del Palazzo di Re Barbaro e del Riu Mannu una lapide che fa riferimento alla presenza nella colonia di Tito Flavio Giustino, illustre personaggio che di tasca propria pagò con 35 mila sesterzi la costruzione di una nuova cisterna idrica di importanza critica per la città.

### Nel 1941-1942
Nel biennio 1941-42 Massimo Pallotino condusse una serie di scavi che riportarono alla luce le omonime terme.

### Nel 1988
Nel corso di una lunga campagna di scavo vennero alla luce diversi reperti altomedievali rinvenuti al disotto dell'atrio Comita della Basilica di san Gavino.

### Nel 1995
Uno scavo stratigrafico nella necropoli occidentale ha riportato alla luce 11 sepolture, una moneta antica e qualche sporadico materiale ceramico di marginale importanza.

### Nel 2000
Dopo la demolizione di una vecchia palazzina per far spazio a un condominio privato, in via Libio 53 venne scoperto casualmente un complesso ipogeico. Tali rinvenimenti, non ancora del tutto studiati e riapprofonditi solamente con una nuova campagna di scavo ufficiale nel 2016, rientrano nel più ampio complesso ipogeico dell'antica città romana.

### Nel 2006-2009
Nei lavori di demolizione del molo del faro per l'adeguamento strutturale del porto moderno, è emersa nel 2006 una struttura in calce, malta, conci di calcare e lastre di trachite mista a monete in bronzo, frammenti di anfore da trasporto, porzioni di colonne, ceramica ed epigrafi in marmo con una datazione di età romana.
Durante il 2008 nei pressi dell'attuale via Mazzini sono stati rinvenuti casualmente imponenti strutture murarie.
Al seguito del rinnovato interesse per il polo archeologico dovuto ai precedenti ritrovamenti nel 2009 venne finanziata una campagna di scavo con lo scopo di approfondire le conoscenze relative alle già scoperte Terme di Pallotino.

### Nel 2022

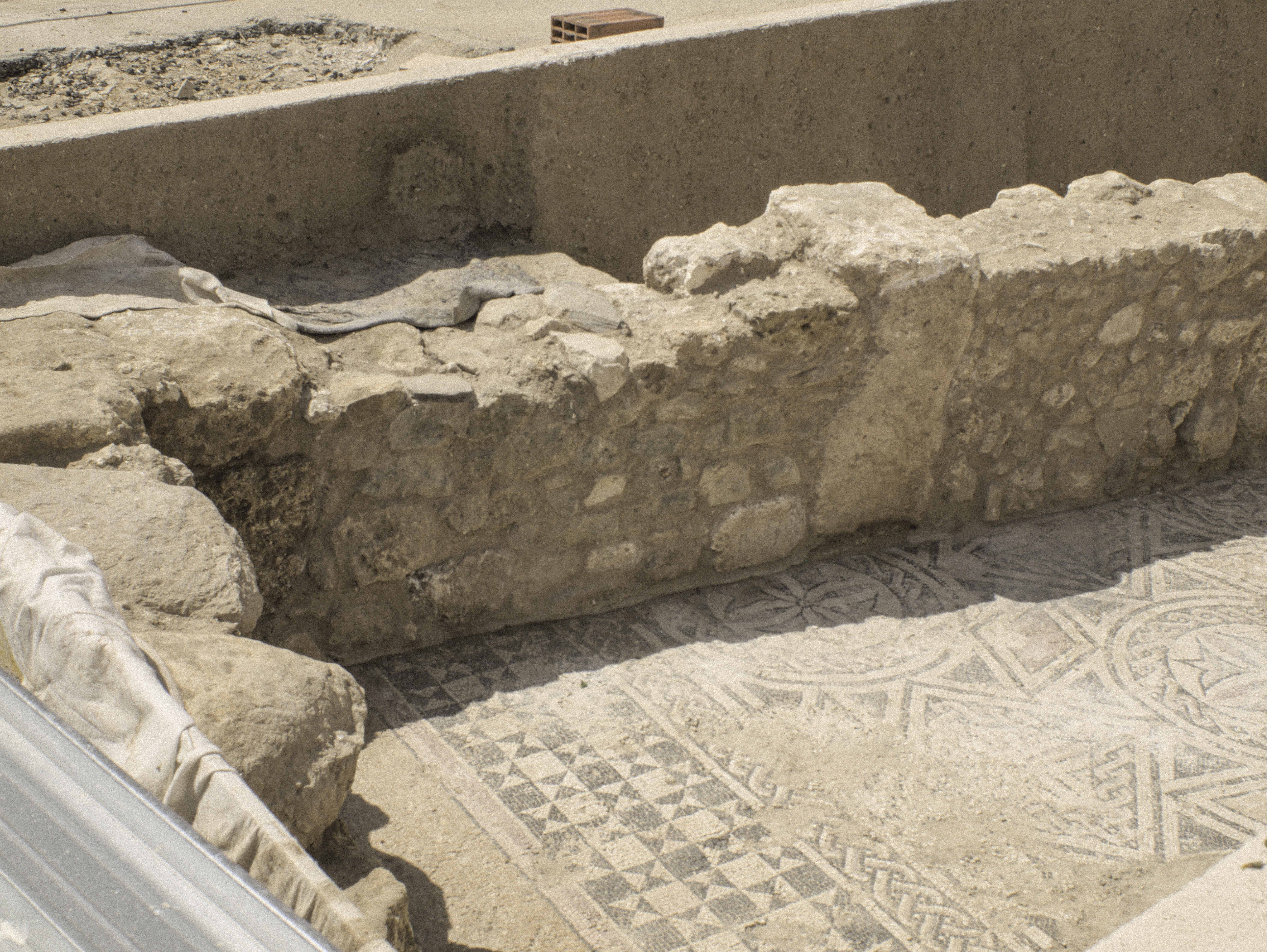
I ritrovamenti in via Ponte romano scoperti casualmente nel 2020

Al seguito del ritrovamento casuale nel 2020 di nuove vestigia romane è stata finanziata una nuova campagna di scavo. Tale missione archeologica iniziata ufficialmente solo a gennaio 2022 ha portato alla luce nuovi reperti fino a quel momento inediti nel panorama archeologico locale. È stata riscoperta una domus con pavimento mosaicato con adiacente un ampio vano risalente al III secolo d.C. ed assieme ad esso un ulteriore vano a pianta irregolare con pavimento mosaicato che, data la presenza di numerose sedute lungo tutti i lati, è stato ipotizzato come il probabile apodyterium (una sorta di spogliatoio) del vicino impianto termale.
Ulteriormente alle opere architettoniche sono stati rinvenuti resti di intonaco finemente elaborati e svariate ceramiche che, stando agli studi, risalgono ad un periodo compreso fra il IV ed il V secolo d.C.; testimoniando quindi il fatto che le strutture ritrovate siano state utilizzate anche in tale periodo.

## Galleria d'immagini

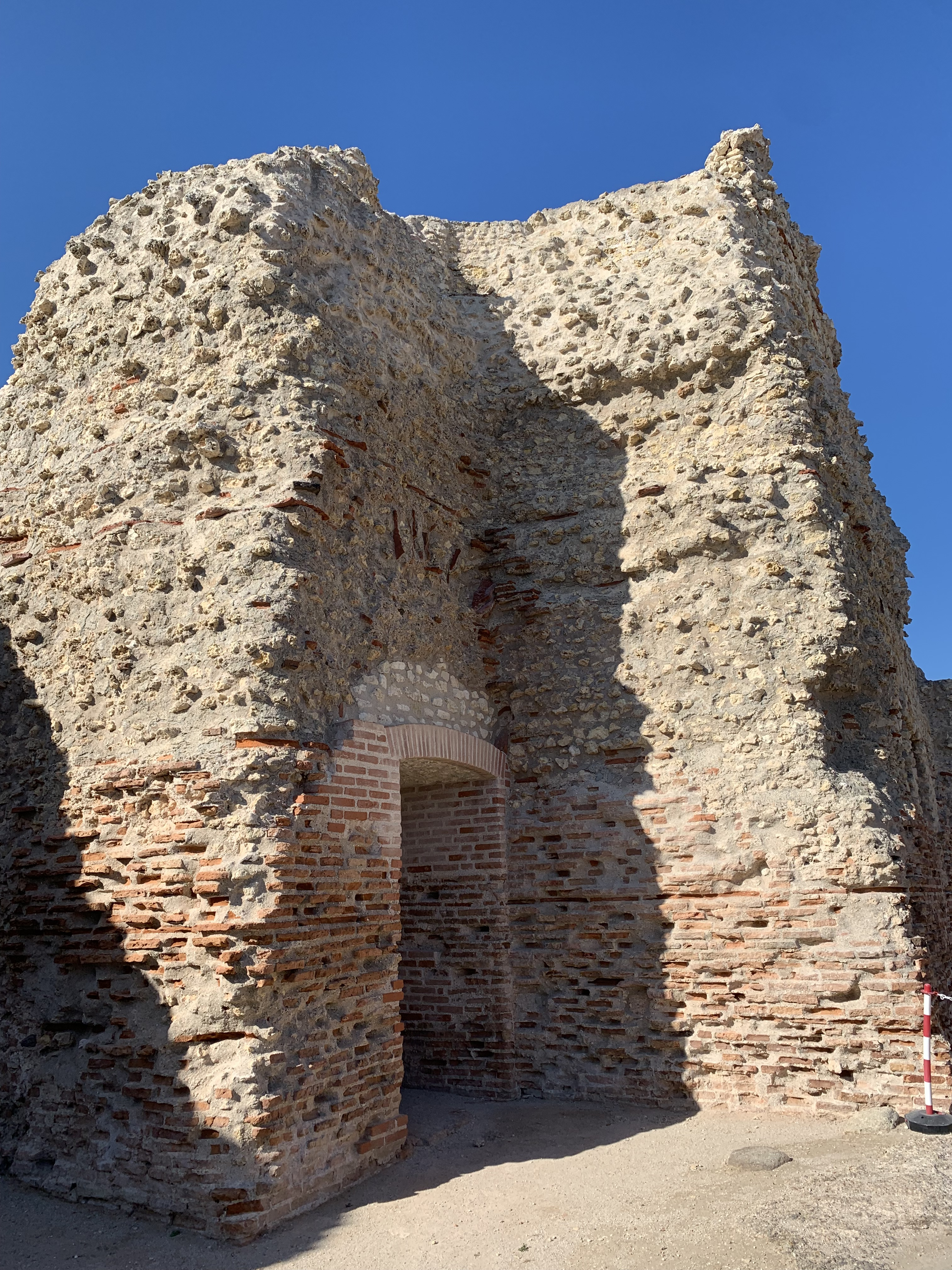
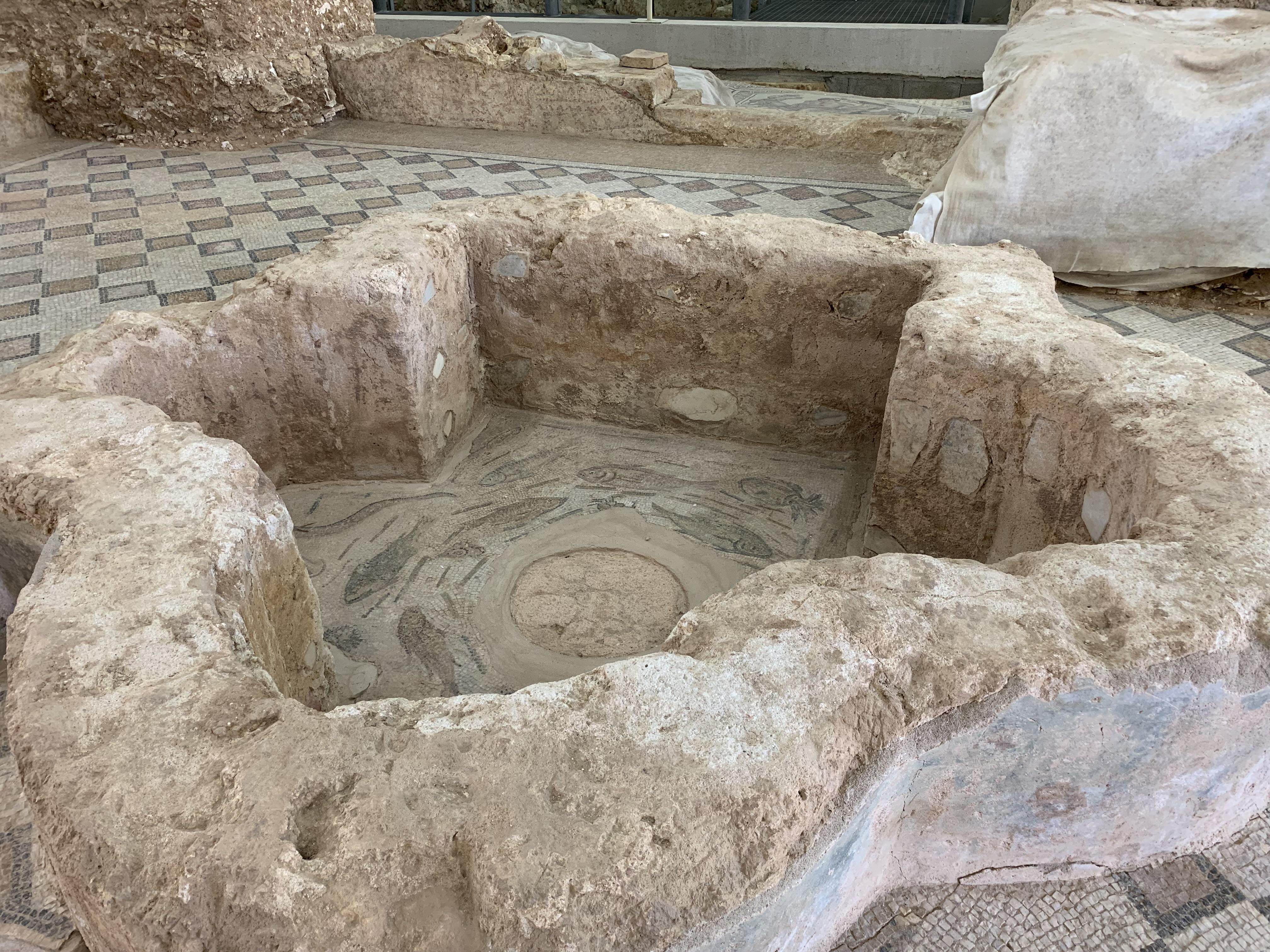
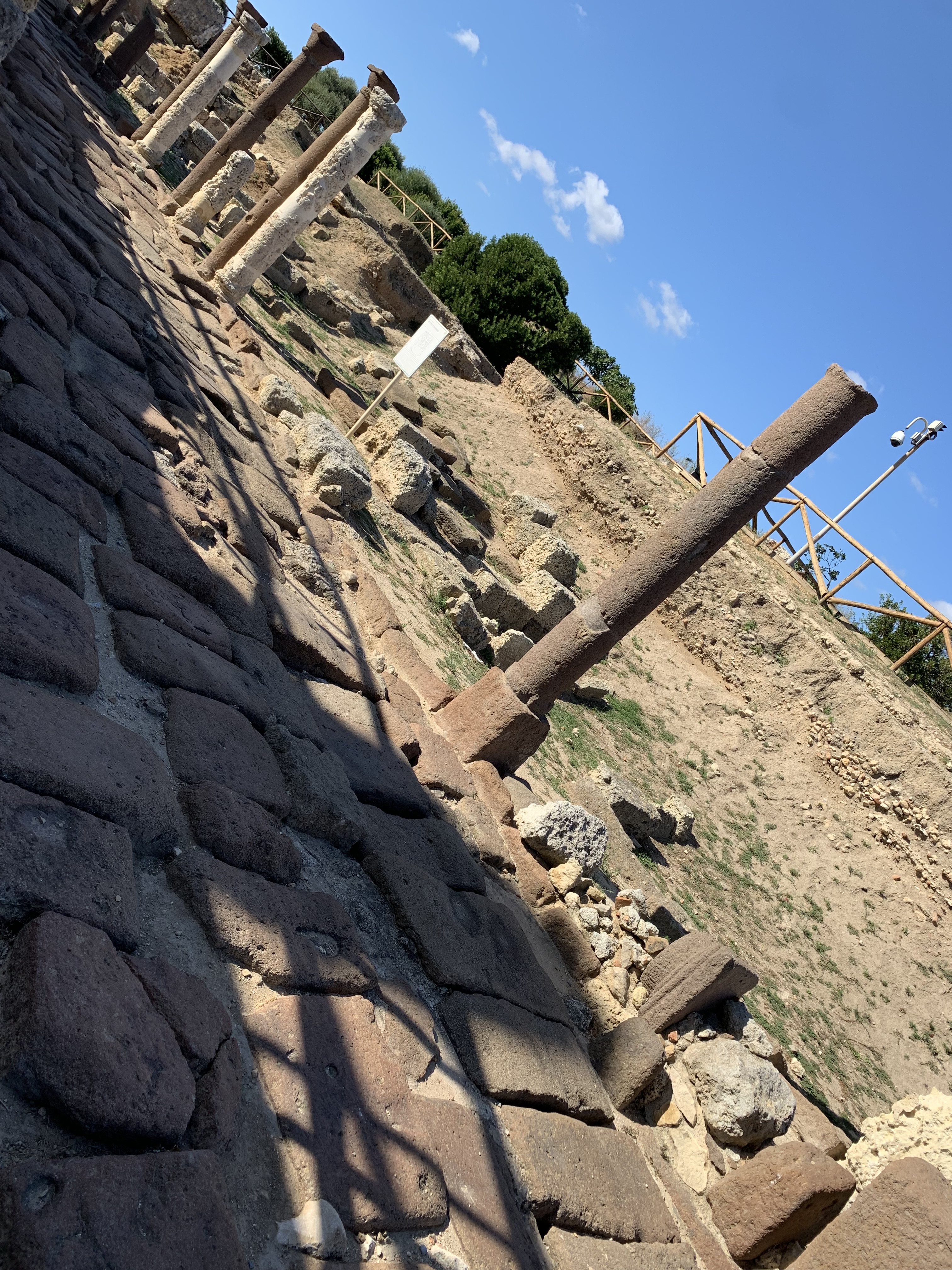
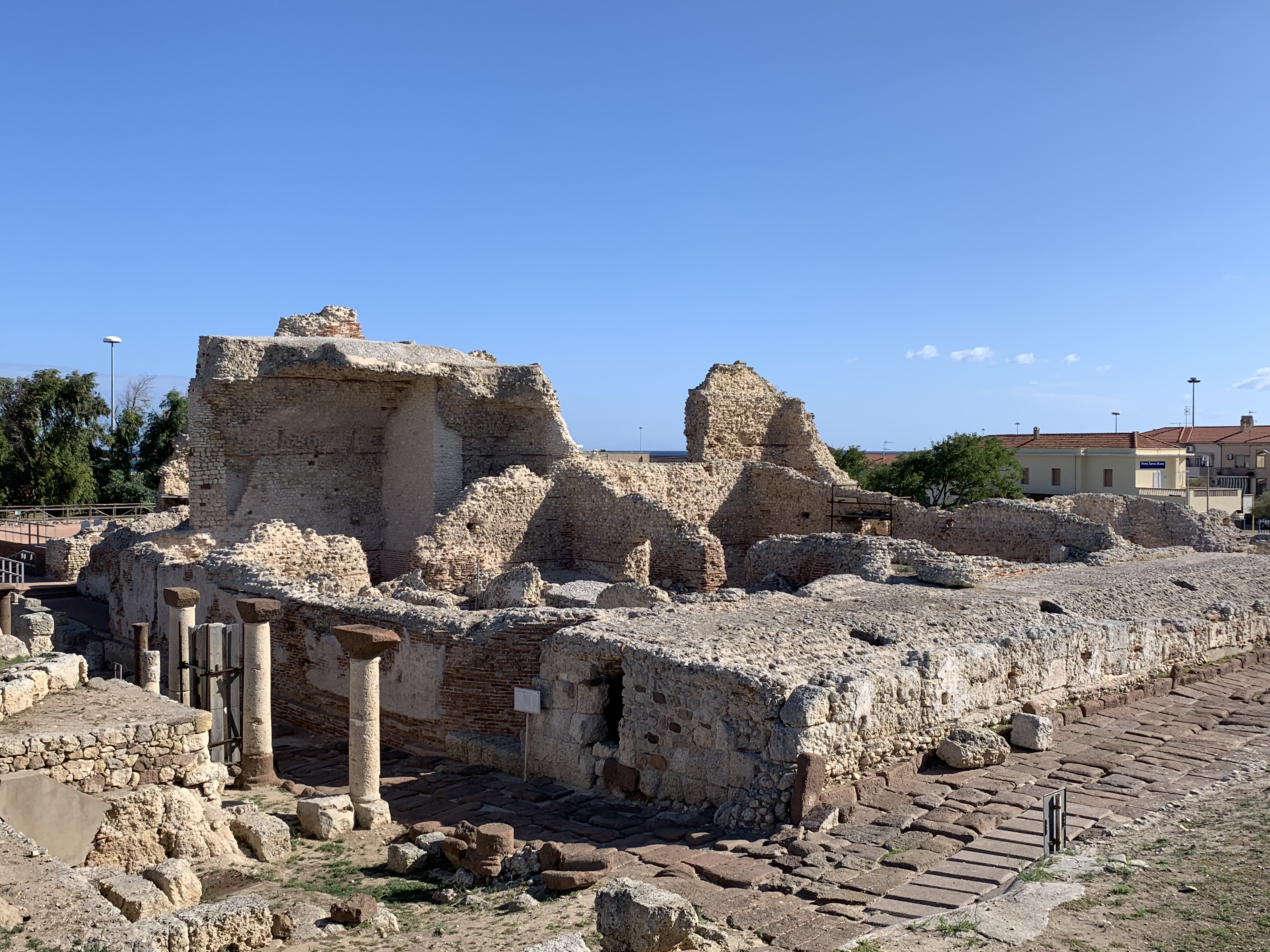
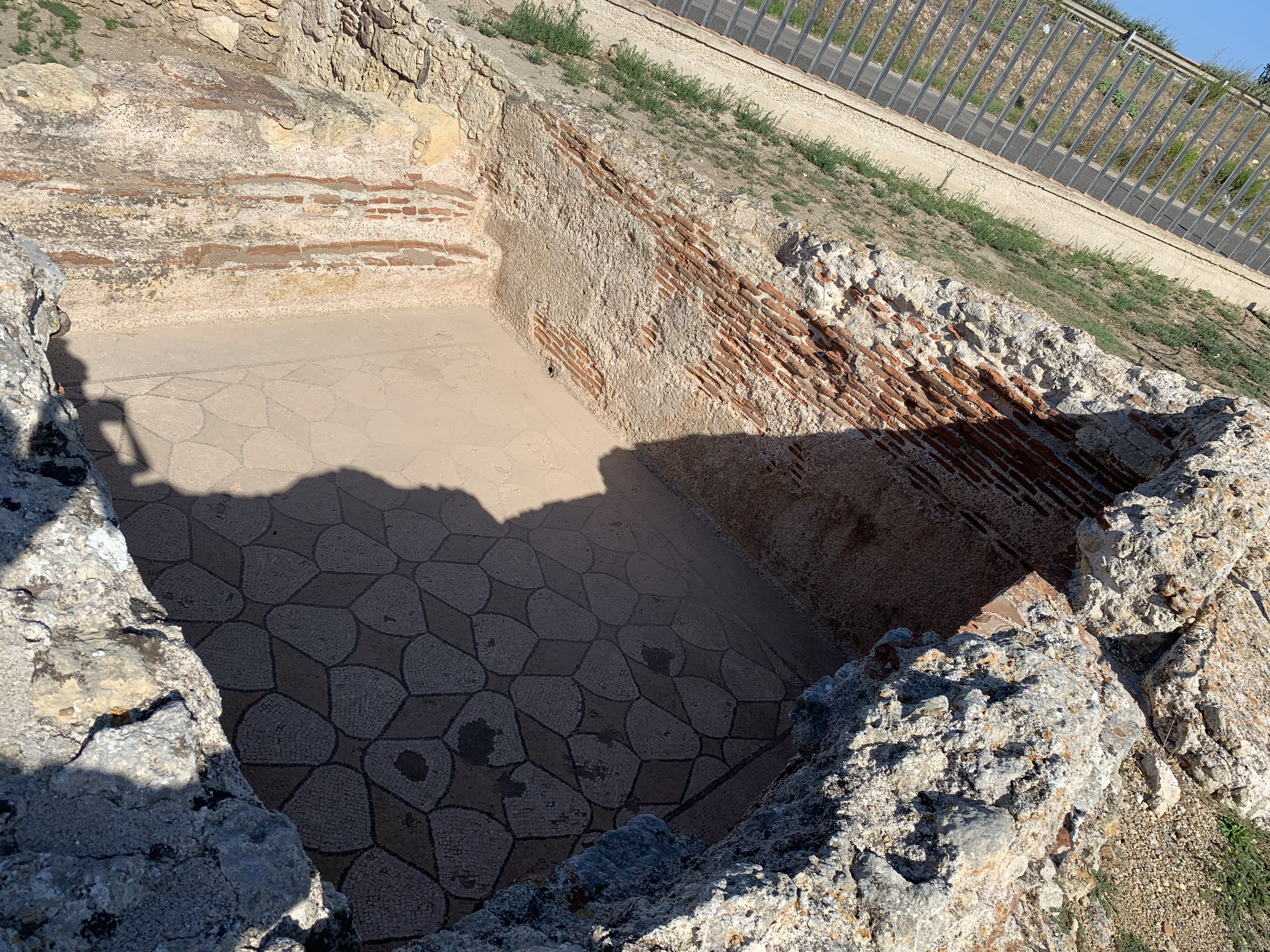